# San Francisco de la Piedad
San Francisco de la Piedad är en ort i Mexiko.   Den ligger i kommunen Acámbaro och delstaten Guanajuato, i den södra delen av landet, 170 km väster om huvudstaden Mexico City. San Francisco de la Piedad ligger 1 896 meter över havet och antalet invånare är 404.
Terrängen runt San Francisco de la Piedad är kuperad söderut, men norrut är den platt. Runt San Francisco de la Piedad är det ganska tätbefolkat, med 111 invånare per kvadratkilometer. Närmaste större samhälle är Acámbaro, 6,7 km väster om San Francisco de la Piedad. I omgivningarna runt San Francisco de la Piedad växer huvudsakligen savannskog.